# Batrahofobija
Batrahofobija ili batrakofobija (ranidafobija) je iracionalni strah od žaba. Uz njega se vezuju brojni običaji i praznovjerja u mnogim kulturama. U stručnoj psihijatrijskoj literaturi se izraz ne koristi, nego se stanje opisuje jednostavno kao "strah od žaba". Izraz se kao takav prvi put pojavio u psihijatrijskom rječniku iz 1953. godine.

## Poveznice
- Zoofobija